# Tomiris-Turan Turkiestan
Tomiris-Turan Turkiestan (kaz. «Томирис-Тұран» ӘФК) – kazachski klub piłki nożnej kobiet, mający siedzibę w mieście Turkiestan, na południu kraju, występujący od 2021 roku w rozgrywkach Əyelder Ligasy. 

## Historia
Chronologia nazw:
- 2021: Tomiris-Turan Turkiestan (kaz. «Томирис-Тұран» ӘФК (Түркістан))

Kobieca drużyna piłkarska Tomiris-Turan została założona w Turkiestanie w 2021 roku. Zespół startował w rozgrywkach Əyelder Ligasy, zdobywając wicemistrzostwo kraju. W następnym sezonie spadł na trzecie miejsce. W 2023 zespół po raz drugi zdobył wicemistrzostwo kraju, dzięki czemu zakwalifikował się do rozgrywek Ligi Mistrzyń UEFA.

## Barwy klubowe, strój, herb, hymn
|  |  |

Klub ma barwy błękitno-białe. Piłkarki domowe spotkania zazwyczaj grają w białych koszulkach, białych spodenkach oraz białych getrach.

## Sukcesy

### Trofea międzynarodowe
| \| \| Zdobyte trofea w rozgrywkach międzynarodowych (stan na: 31-05-2023) \| |                                                                     |      |          |
| Rozgrywki                                                                    | Osiągnięcie                                                         | Razy | Sezon(y) |
| · Liga Mistrzyń UEFA                                                         | zdobywca                                                            | 0    |          |
| · Liga Mistrzyń UEFA                                                         | finalista                                                           | 0    |          |
| · Liga Mistrzyń UEFA                                                         | 1 r.kwalif.                                                         | 1    | 2022/23  |
| FIFA                                                                         | Zdobyte trofea w rozgrywkach międzynarodowych (stan na: 31-05-2023) |      |          |

### Trofea krajowe
| \| \| Zdobyte trofea w rozgrywkach Kazachstanu (stan na: 31-12-2023) \| |                                                                |      |            |
| Rozgrywki                                                               | Osiągnięcie                                                    | Razy | Sezon(y)   |
| Mistrzostwo                                                             | I miejsce                                                      | 0    |            |
| Mistrzostwo                                                             | II miejsce                                                     | 2    | 2021, 2023 |
| Mistrzostwo                                                             | III miejsce                                                    | 1    | 2022       |
| Puchar                                                                  | zdobywca                                                       | 0    |            |
| Puchar                                                                  | finalista                                                      | 2    | 2022, 2023 |
| Kazachstan                                                              | Zdobyte trofea w rozgrywkach Kazachstanu (stan na: 31-12-2023) |      |            |

## Poszczególne sezony

### Rozgrywki międzynarodowe

#### Europejskie puchary
Klub tylko raz uczestniczył w rozgrywkach europejskich.

### Rozgrywki krajowe
| \| Kazachstan \| Bilans występów klubu w rozgrywkach piłkarskich Kazachstanu (Stan na 31 grudnia 2023 r.) \| \| |                                                                                          |        |       |   |   |   |    |    |     |         |        |        |      |
| Poziom | Rozgrywki                                                                                | Sezony | Mecze | Z | R | P | B+ | B– | Pkt | Lata    | Awanse | Spadki | Naj. |
| I | Əyelder Ligasy                                                                           | 3      |       |   |   |   |    |    |     | od 2021 | 0      | 0      | 2    |
| | Puchar Kazachstanu                                                                       | 3      |       |   |   |   |    |    |     | od 2021 | 0      | 0      | 2    |
| Kazachstan | Bilans występów klubu w rozgrywkach piłkarskich Kazachstanu (Stan na 31 grudnia 2023 r.) |        |       |   |   |   |    |    |     |         |        |        |      |

## Piłkarki, trenerzy, prezydenci i właściciele klubu

### Trenerzy
- 2021:  Żandos Sarmanow
- od 01.2022:  Piotr Pak

## Struktura klubu

### Stadion
Drużyna rozgrywa swoje mecze domowe w Turkiestanie na stadionie Turkistan Arena, który może pomieścić 7.000 widzów.

## Kibice i rywalizacja z innymi klubami

### Derby
- BIIK-Szymkent
- Ordabasy